# Bret Curtis

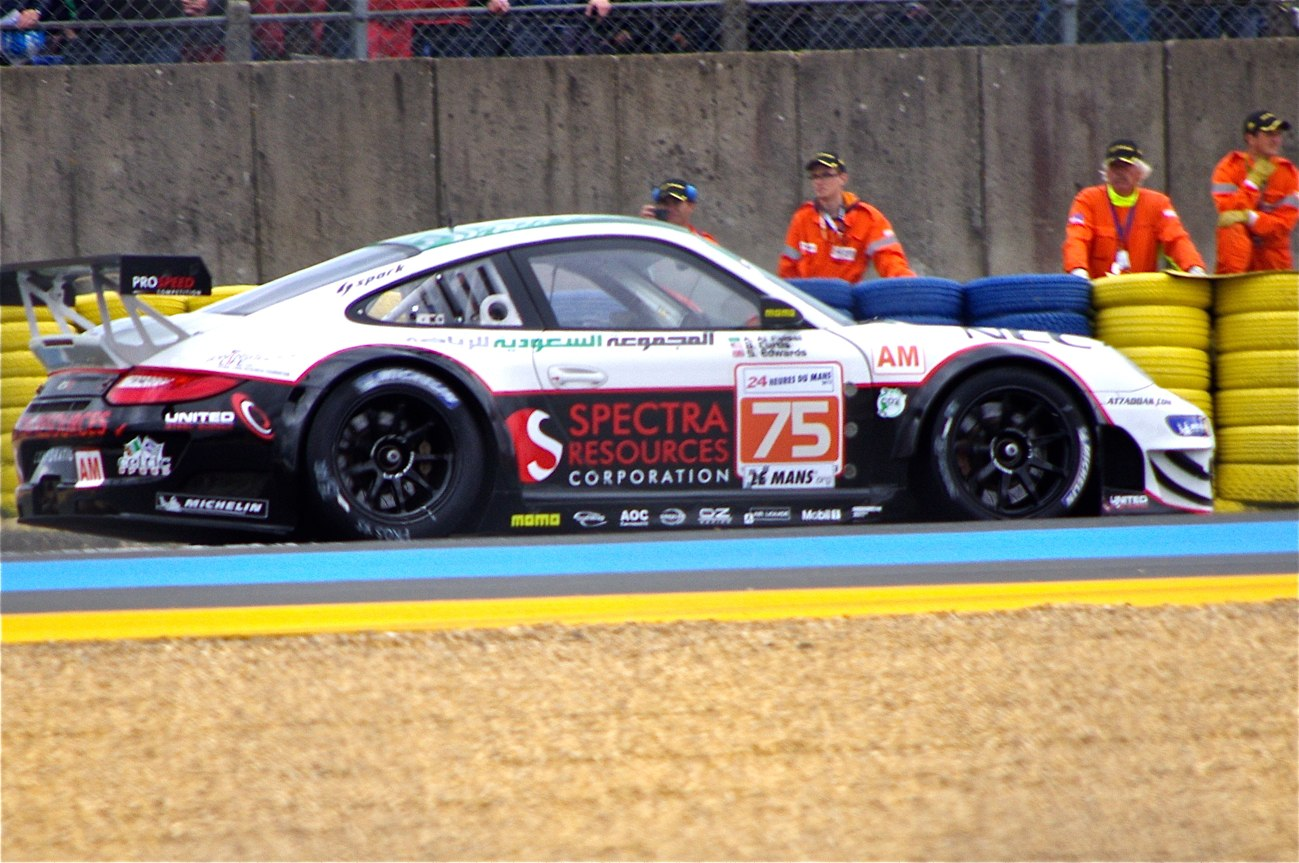
Der Prospeed Compétition-Porsche 997 GT3 RSR von Sean Edwards, Bret Curtis und Abdulaziz Al Faisal beim 24-Stunden-Rennen von Le Mans 2012

Bret Alan Curtis (* 13. Dezember 1966 in Bryn Mawr) ist ein US-amerikanischer Unternehmer und ehemaliger Autorennfahrer.

## Unternehmer
Bret Curtis ist weltweit als Stahlhändler tätig. Er ist Eigentümer und Geschäftsführer der von ihm 2002 gegründeten Spectra Resources Corporation und der 2007 etablierten United Steel Supply.

## Karriere als Rennfahrer
Bret Curtis ist seit 2009 als Rennfahrer aktiv. Er fuhr in der American Le Mans Series und der IMSA WeatherTech SportsCar Championship. In Europa trat er beim 24-Stunden-Rennen von Spa-Francorchamps und dem 24-Stunden-Rennen von Le Mans an. Sein Debüt in Le Mans gab er 2012 im Porsche 997 GT3 RSR von Prospeed Competition. Seine Partner waren Abdulaziz Al Faisal und Sean Edwards. Das Rennen endete nach einem Motorschaden am Porsche vorzeitig. Bei seinem zweiten Einsatz 2017 erreichte er den 44. Gesamtrang.
Sein bisher größter Erfolg im Motorsport war der zweite Gesamtrang beim 12-Stunden-Rennen von Bathurst 2012. Außerdem gelangen ihm bei seinen Renneinsätzen bisher drei Klassensiege.

## Statistik

### Le-Mans-Ergebnisse
| Jahr | Team                 | Fahrzeug            | Teamkollege         | Teamkollege       | Platzierung | Ausfallgrund |
| ---- | -------------------- | ------------------- | ------------------- | ----------------- | ----------- | ------------ |
| 2012 | Prospeed Compétition | Porsche 997 GT3 RSR | Abdulaziz Al Faisal | Sean Edwards      | Ausfall     | Motorschaden |
| 2017 | Scuderia Corsa       | Ferrari 488 GTE     | Alessandro Balzan   | Christina Nielsen | Rang 44     |              |

### Sebring-Ergebnisse
| Jahr | Team                         | Fahrzeug            | Teamkollege    | Teamkollege     | Platzierung | Ausfallgrund |
| ---- | ---------------------------- | ------------------- | -------------- | --------------- | ----------- | ------------ |
| 2010 | GMG Racing                   | Porsche 997 GT3 Cup | Andy Pilgrim   | James Sofronas  | Rang 26     |              |
| 2011 | Spectra Resources GMG Racing | Porsche 997 GT3 Cup | Jan Seyffarth  | James Sofronas  | Ausfall     | Mechanik     |
| 2012 | Black Swan Racing            | Lola B11/80         | Tim Pappas     | Jon Fogarty     | Rang 28     |              |
| 2016 | Turner Motorsport            | BMW M6 GT3          | Jens Klingmann | Ashley Freiberg | Rang 21     |              |

### Einzelergebnisse in der FIA-Langstrecken-Weltmeisterschaft
| Saison  | Team                                   | Rennwagen                       | 1   | 2   | 3   | 4   | 5   | 6   | 7   | 8   | 9   |
| ------- | -------------------------------------- | ------------------------------- | --- | --- | --- | --- | --- | --- | --- | --- | --- |
| 2012    | Black Swan Racing Prospeed Compétition | Lola B11/80 Porsche 997 GT3 RSR | SEB | SPA | LEM | SIL | SAO | BAH | FUJ | SHA |     |
| 2012    | Black Swan Racing Prospeed Compétition | Lola B11/80 Porsche 997 GT3 RSR | 28  |     | DNF |     |     |     |     |     |     |
| 2014    | AF Corse                               | Ferrari 458 Italia GT2          | SIL | SPA | LEM | AUS | FUJ | SHA | BAH | SAO |     |
| 2014    | AF Corse                               | Ferrari 458 Italia GT2          |     | 22  |     |     |     |     |     |     |     |
| 2017    | Scuderia Corsa                         | Ferrari 488 GTE                 | SIL | SPA | LEM | NÜR | MEX | AUS | FUJ | SHA | BAH |
| 2017    | Scuderia Corsa                         | Ferrari 488 GTE                 | 44  |     |     |     |     |     |     |     |     |
| 2019/20 | Dempsey Proton Racing                  | Porsche 991 RSR                 | SIL | FUJ | SHA | BAH | AUS | SPA | LEM | BAH |     |
| 2019/20 | Dempsey Proton Racing                  | Porsche 991 RSR                 |     | 28  |     |     |     |     |     |     |     |